# خاکریز

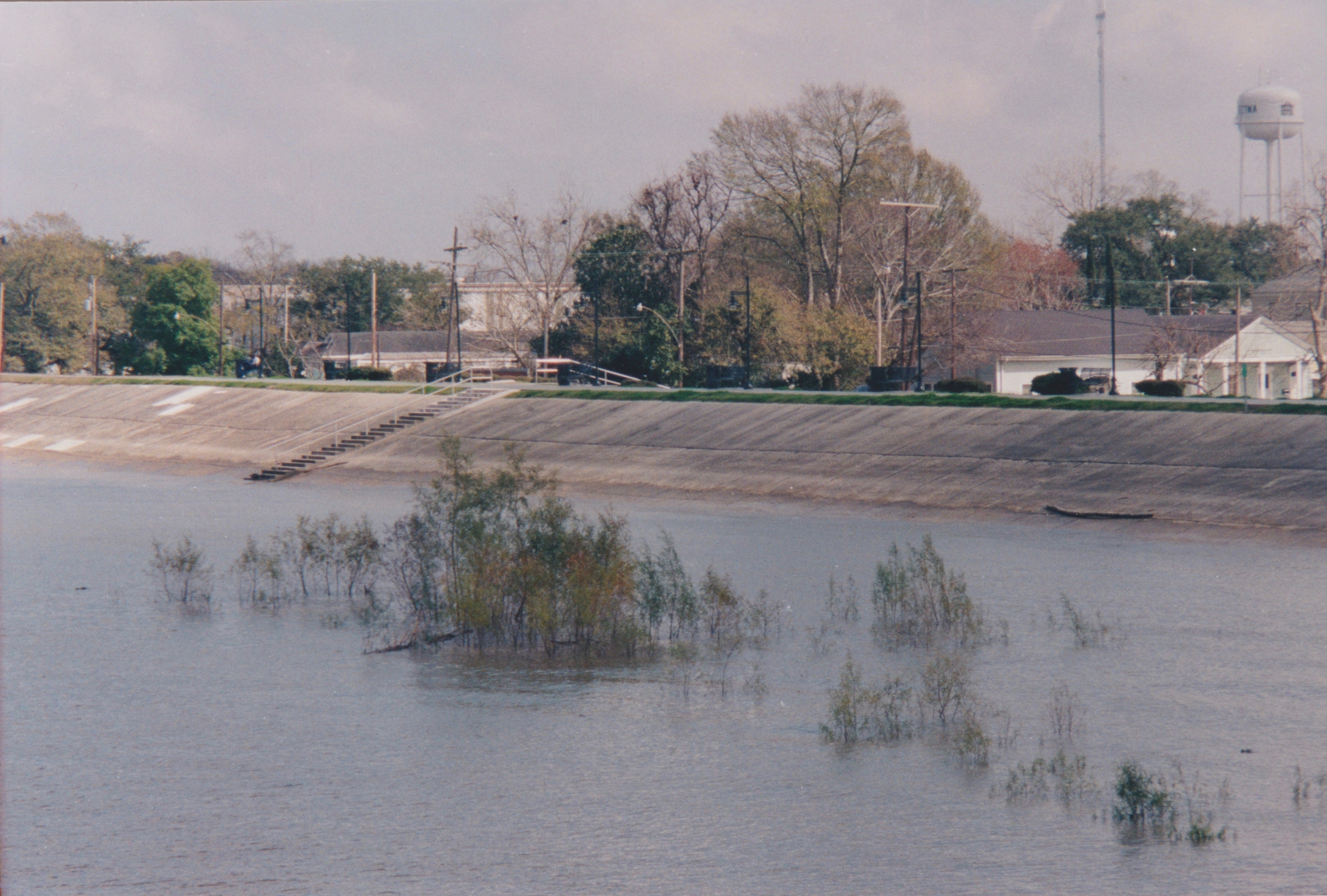
در کنار رود می‌سی‌سی‌پی

خاکریز یا خاک‌دیوار (انگلیسی: Levee) دیوارهٔ خاکی بلندی است که برای جلوگیری از طغیان در دوسوی رودخانه می‌سازند. این دیوارها معمولاً از جنس خاک بوده و به شکلی موازی در راستای کرانه رود و در دشت سیلابی آن یا خط ساحلی آن کشیده می‌شود.

## تأثیرات منفی
سازه‌های کلان‌مقیاس که برای تغییر فرآیندهای طبیعی طراحی شده‌اند، ناگزیر دارای برخی معایب یا تأثیرات منفی هستند.

### تأثیر اکولوژیکی
خاکریزها، اکوسیستم‌هایی که در شرایط سیلاب فصلی ایجاد شده‌اند را مختل می‌کنند.